# 神谷洵平
神谷 洵平（かみや じゅんぺい、1983年1月30日 - ）は日本のドラマー、作曲家、音楽プロデューサー。静岡県静岡市清水区出身。清水第三中学校。清水東高等学校。武蔵大学卒業。東川亜希子との音楽ユニット「赤い靴」のメンバー。2020年より自主インディレーベルMakeSomeRecords主宰。

## 来歴
ドラマーであった両親の影響で5歳よりドラムセットに触れ始める。リズムに惹かれながら、幼少時代を過ごす。ピアノ・ギターで作曲を開始。中学時代は父の影響もあり、ジェームス・テイラー、キャロル・キング、トム・ウェイツ、ランディ・ニューマンなどと言ったシンガーソングライター、スティーリー・ダン、初期山下達郎作品、吉田美奈子作品、70年代のレコードを聴く事に没頭しつつ、バンドを組みドラムを叩いていた。高校時代は吹奏楽部でパーカッションを担当。当時、地元のCDショップでベックの作品と出会い、宅録を主とした楽曲を開始。大学進学を機にバンド、「ハヤオキX（2004年解散）」の活動を開始。作曲は神谷が大半を担当。メンバーはジャンク フジヤマ、ギターに羊毛とおはなの羊毛が在籍していた。大学時代は、武蔵大学及び立教大学軽音楽サークルに所属。元々多種多様の音楽を聴いていたが、当時はブラックミュージックに没頭していた。しかし、ニューヨークに旅行に行った際にふと出会ったルーファス・ウェインライトのアルバム、それから派生したお気に入りの音楽の大半にジョン・ブライオンが関わっていると知り没頭。その事が自身の音楽観が大きく変わってゆくきっかけとなった。2004年にバンド「月球」を結成。その傍らバンド「フリーボ」のサポート、羊毛とおはなのサポート等、プロ活動を開始。
2008年より大橋トリオのサポートドラマーとして活動開始。コトリンゴ、Predawnのサポートを始める。2012年、持田香織ライブ、レコーディングサポート。トータス松本のライブサポート（ウルフルズ再始動前のラストツアー等）に参加。また、星野源の東京・大阪のライブのサポートをしたのを機に、親交を深め、度々レコーディングに参加。
2014年、矢野顕子「飛ばしてゆくよ」ツアーメンバー入り。矢野に「元気なドラマーを見つけた」との理由で抜擢された。同メンバーで「SUMMER SONIC」にも出演。ライブでは矢野から「Happiest drummer」と度々紹介された。
2010年頃から「フジロックフェスティバル」、「SUMMER SONIC」、「ROCK IN JAPAN FESTIVAL」など、各地大型ロック・フェスティバルに度々出演。2012年のROCK IN JAPAN FESTIVALでは、大橋トリオ、トータス松本、Predawnといった音楽性の違う3組のステージに一日で出演。現在に至るまで、大型フェス出演にても様々なアーティストのサポートを毎年こなしている。
例年横浜アリーナで開催されているJ-WAVE主催「J-WAVE LIVE SUMMER JAM」において「大橋トリオスペシャルバンド」のレギュラーメンバーとして様々なアーティストのバックバンドを務める。過去共演者は久保田利伸、平井堅、今市隆二、絢香、AI、大原櫻子、加藤ミリヤ、CHEMISTRY、RHYMESTER、Def Tech、大原櫻子、KREVA、Little Glee Monster他。コロナ禍以降、aiko、ずっと真夜中でいいのに。のレコーディング参加を機にツアーサポートを担当している。
2010年結成した自身のユニット、赤い靴では作詞、作曲、編曲、プロデュース、ミキシングまで行っている。を行う。2011年7月20日、自身のプロデュースによる赤い靴1stアルバム『コマドイルの旅』をリリース。2012年4月4日、2ndアルバム『サラバトーゲの街』リリース。2013年、6曲入りEP『イノリーマスの森』リリース。2016年にはマニー・マークやロサンゼルス在住Youhei Shikanoとのレコーディング曲を含む3年ぶりのフルアルバム「AKAIKUTSU」をリリース。
2020年、コロナ禍において、自身のツアーが中止になった事を機に約3ヶ月でツアーメンバー：岡田拓郎、隅倉弘至、Rayons、副田整歩、エンジニアのYu Sasakiと共に初のソロアルバム『Jumpei Kamiya with...』を完成させた。全曲の作曲・編曲・ミックス・海外マスタリングを含め全て終始徹底し、リモートで制作が行われた。歌詞はゲストボーカルが担当。「Invisible Season」のみ、神谷が作詞、歌唱を担当。ビッグ・シーフ、ボン・イヴェールのエンジニアAndrew SarloにInstagramから音源を送りマスタリングを承認され9月9日に配信でリリース。アルバムの完成度の高さが話題となり、J-WAVEをはじめとする各FM局へのゲスト出演、『ミュージック・マガジン』をはじめとする音楽雑誌に度々取り上げられた。ソロアルバムリリースを機に、自主レーベルMakeSomeRecordsを主宰。ソロ、赤い靴、ERWITの楽曲を順次リリース。2025年3月、ボーカルにDaniel Kwonを迎えたソロ2ndアルバム「numbnuts」リリース。

## 特色
古き良き音楽から、それを踏まえた現段階の最新のアメリカーナ、ポップ・ミュージックの由縁を踏まえた独自の解釈と表現を併せ持ったオルタナティブな解釈が出来るマルチなドラマーである。ヴィンテージドラム収集家でもあり、2020年時点でドラムセットやスネアドラムなどを100台以上を自宅に保有している事がJ-WAVE「START LINE (ラジオ番組)」ドラムの日ゲスト出演時にピックアップされ直後ネットニュースにもなった。またこの日は20分に渡るドラムソロを生放送で披露した。

### エンドース契約
2011年、アメリカのドラムメーカーC&C Drumsの日本人初のエンドース契約を開始。

## ディスコグラフィー
- 2020年9月9日 1st ソロアルバム「Jumpei Kamiya with...」
- 2025年3月 ソロ2ndアルバム「numbnuts」
- 2004年 月球 - アルバム『コントラスト』
- 2007年 月球 - ミニアルバム『ロマンティビティー』
- 2011年 赤い靴 - アルバム『コマドイルの旅』
- 2012年 Ryo hamamoto & the Wetland - アルバム「Ryo hamamoto&the Wetland」
- 2012年 赤い靴 - アルバム『サラバトーゲの街』
- 2013年 赤い靴 - ミニアルバム『イノリーマスの森』
- 2016年 赤い靴 - アルバム『AKAIKUTSU』。
- 2021年 赤い靴 - アルバムOPEN THE DOOR

## ライブサポート等
- 大橋トリオ.矢野顕子,aiko,あいみょん,ずっと真夜中でいいのに。,トータス松本,星野源,平井堅,THE CHARM PARK
- 森山直太朗,緑黄色社会,優河 with 魔法バンド,Predawn,コトリンゴ,羊毛とおはな,持田香織,藤原さくら,Kitri
- 関取花,TK from 凛として時雨,吉澤嘉代子,片平里菜,Rei,松室政哉,琴音,やなぎなぎ,binaria,DadaD,NIKIIE
- タイナカ彩智,世武裕子,南波志帆,Ryo Hamamoto,ジャンク フジヤマ,Kan Sano,Michael Kaneko,Hanah Spring

ほか

### 編曲・プロデュース
- Kitri 羅針鳥、矛盾律、踊る踊る夜、実りの歌、Sigh Sigh
- 大橋トリオ 7番通りの曲がり角で

## 楽曲提供・編曲・プロデュース

### 提供
- 羊毛とおはな
  - 「イニミニマニモ」 - アルバム『どっちにしようかな』収録　楽曲提供
- 大橋トリオ
  - 「アンジュリア」/「So pretty」 - アルバム『TEN』収録　楽曲提供、プロデュース
  - 薤露青　編曲
- ジャンク フジヤマ
  - 「パズル」/「モノクロ」/「Morning Kiss」/「Summer Breeze」/「はじまりはクリスマス」/「僕の女神」/「優しい名前」、「ゆっくり歩こう」/「雨上がりの向こうに」「EGAO」/「 Night Walker」/「魅惑の唇」「聖夜の微笑み」/「星屑のパイプライン」

## レコーディング参加作品
- 大橋トリオ アルバム『 I Got Rhythm?』/ 『FAKE BOOK』/『NEWOLD 』/『 FAKE BOOK II』 /『 L、R 』/『 FAKE BOOK III』 / 『White』 / 『MAGIC』 / 『Parody』 / 『TEN』 / 『BLUE』/ 『Thunderbird』 / 『This is Music, too』 /「Gold Hour」
- aiko アルバム『どうしたって伝えられないから』M4.M8.M9,「磁石」MVに参加 / アルバム『今の二人をお互いが見てる』M3.6.10.12.13 / シングル「心焼け」「食べた愛、あたしたち」「夏恋のライフ」「あかときリロード」
- 星野源
  - シングル『フィルム』 M2.M3『夢の外へ』 M3『知らない』 M3→以上、ハマ・オカモトとのトリオ編成
  - シングル『SUN』 C/W曲 「moon sick」
- あいみょん 『ハッピー ＊』/シングル『愛を伝えたいだとか』 M2 / アルバム『おいしいパスタがあると聞いて』 M8 「ポプリの葉」 / アルバム『瞳へ落ちるよレコード』M3「姿」 / シングル「愛の花」
- ずっと真夜中でいいのに。 配信シングル『猫リセット』『ミラーチューン』『消えてしまいそうです』『夏枯れ』『花一匁』 / ミニアルバム 『伸び仕草懲りて暇乞い』M1. M2.M4.M5.
- 森山直太朗 シングル「最悪な春」
- THE CHARM PARK 『A reply』『Timeless Imperfections』
- 緑黄色社会 「キラキラ」「にちようび」 アルバム『Actor』M5.M10.M14 / アルバム『Channel U』「オーロラを探しに」
- いきものがかり　アルバム『あそび』M1
- Predawn Live DVD nectarian night 、アルバム『Absence』『THE Gaze』全編参加
- キタニタツヤ　シングル「ユーモア」
- にしな シングル「青藍遊泳」
- TOMOO 「17」「明けの君へ」
- BialyStocks  「灯台」「mirror」
- King&Prince 「We are young」
- コトリンゴ アルバム『picnic album 1』 /EP『La memoire de mon band wagon』/アルバム『ツバメ・ノヴェレッテ』／アルバム『birdcore!』/ 『Edible melodies〜TVアニメ「幸腹グラフィティ」オリジナルサウンドトラック〜』 全編参加
- SMAP 『GIFT of SMAP』 Disk2ｰM8
- 登坂広臣 アルバム『FULL MOON』「Not For Me」
- V6 アルバム『The ONES』 M10/ アルバム『STEP』M11
- 山下智久 『エロス』 M4「ロマンチック」
- スキマスイッチ   アルバム 『Hot Milk』M4・M6/アルバム『A museMentally』M5
- 森七菜 シングル　bye-byemyself
- 持田香織 『松本隆に捧ぐ-風街DNA-』 M3「空色のクレヨン」/ アルバム『manu a manu』 M3.5.7
- 今井美樹 『Memories』 M2 /『Miki's Affections アンソロジー 1986-2011』 Disk2 M8
- MichaelKaneko 『Estero』 配信シングル『Sandy feat.さかいゆう』
- Chage EP 『Chage's Christmas〜チャゲクリ〜』
- 瑛人 アルバム『すっからかん』
- 足立佳奈 シングル『Callme』
- 吉澤嘉代子 アルバム『幻倶楽部』/『彗星図鑑』/『秘密公園』/ おとぎ話のように(サウンドプロデュース)
- 羊毛とおはな アルバム『LIVE IN LIVING '07』/『こんにちは。』/『LIVE IN LIVING '08』/『LIVE IN LIVING '09』/『どっちにしようかな』/『LIVE IN LIVING '10』/『世界は踊るよ、君と。』/ 羊毛とおはな 10th Anniversary Live『うたの手紙～ありがとう～』Live DVD
- 野宮真貴 『30～Greatest Self Covers&More!!!～』 M11
- 堂島孝平 アルバム『FICTION』
- Kan Sano 2011
- Leola シングル『Puzzle』アルバム収録含む
- 上田麗奈 『Rafrain』 M1.M4
- 吉田山田 『吉田山田』 M5/シングル『君に逢いたいな』
- 井上苑子 シングル『せかいでいちばん』
- 南波志帆 『乙女失格』 M9「anselm」/アルバム「Sparkjoy」
- Sugarme 『Wild flowers』
- 松室政哉ツアードキュメンタリーDVD / 『ハジマリノ鐘』M5「マーマレードジャム」 /
- 関取花 アルバム「ただの思い出にならないように 」(サウンドプロデュース)
- 須長和広 ソロアルバム Mirror
- タイナカ彩智 1.2.3. tour live DVD、アルバム『Tomori』/『蒼い背中』
- Rie fu アルバム『I』
- 岩崎愛 『It's me』
- 片平里菜 『最高の仕打ち』 M5「船漕ぐ人」
- 住岡梨奈 アルバム『watchword』ハマオカモトプロデュース曲に2曲参加
- 新山詩織  『さよなら私の恋心』
- 安田奈央 『真夜中のひだまり』
- カコイミク アルバム『RAFT』 M3「イン・ザ・ダーク イン・ザ・ライト」 M10「よごれた靴」
- ジャンク フジヤマ ミニ・アルバム『A color』（ドラム&作曲で参加）

Piano plays Disny Kan Sano &Jumpei Kamiya 名義
- アニメ『五等分の花嫁』 劇伴演奏
- ドラマ『ファイトソング』 劇伴演奏
- ドラマ『ハングリー』 劇伴演奏
- ドラマ『カゾクカタチ』 劇伴演奏
- ドラマ『おカネの切れ目が恋のはじまり』劇伴演奏
- ドラマ『彼女が成仏できない理由』 劇伴演奏
- 映画『雷桜』 サウンドトラック
- 映画『PとJK』 サウンドトラック
- 映画『Light up Nippon』 サウンドトラック

## TVCM・劇伴楽曲制作
- ポケモンGO　CM楽曲制作
- アーバンリサーチ　CM楽曲制作
- JR九州九州新幹線　CM楽曲制作
- 西武鉄道　CM楽曲制作
- SUBARU (自動車)　CM楽曲制作
- ミツカン　CM楽曲制作
- 江崎グリコジャイアントコーン　CM楽曲制作
- JA　CM楽曲制作
- Nonio　CM楽曲制作
- Soy joy　CM楽曲制作
- 本田技研工業　CM楽曲制作
- コカ・コーラ　CM楽曲制作
- エイボン「DualFace」夏帆出演 CM楽曲制作
- ANA「パース線就航」Nissy 出演 CM楽曲制作
- G20 大阪サミット　CM楽曲制作
- ラゾーナ川崎プラザ　Fes year 楽曲制作
- e-ma のど飴　Kōki,出演　CM楽曲制作
- 日本テレビ「やめるときも、すこやかなるときも」劇伴音楽（赤い靴）
- 映画　南風　サウンドトラック（赤い靴）
- ツインリンクもてぎCM楽曲制作
- メルセデス・ベンツ　CM楽曲制作
- Google 〜春の検索編〜　CM楽曲制作
- いいちこハイボール　CM楽曲制作
- ルイセゾン　CM楽曲制作
- 日本郵政　東京2020 オリ/パラ　CM 楽曲制作
- 箱根駅伝　2020.2021 楽曲制作
- ジンズ　Jins screen
- 酒田酒造　隠し蔵　“ひとときの隠れ家” 楽曲制作
- H&M H&M×BlackEyePatch  ムービー楽曲制作
- パナソニックホールディングス あなたに'ちょうどいい'暮らしへ 楽曲制作
- 神社本庁　楽曲制作　歌唱
- AGF いつでもふぅ　篇　楽曲アレンジ
- Newクレラップ 作ること、思うこと　篇　楽曲制作
- リクナビ　清原果耶「このオンラインはうれしいかも篇」楽曲制作
- TAUNS 笑福亭鶴瓶「変わる事のない毎日の為に」楽曲アレンジ
- 佐藤製薬ユンケル黄帝液　イチロー・バルーン編
- グランドセイコー　ホリデーシーズン
- 観光庁　「第二の故郷作り」　何度も行きたくなる場所をみつけよう
- イオンモールとSDGS
- google  Cross Zone
- 森永　inゼリー「あなたにはあなたのin ゼリー」 櫻井翔篇、多部未華子篇、斎藤佑樹篇
- ダイキン工業　エコキュート　「お風呂でオフろう」
- チューリッヒ保険　green music のどかな木漏れ日と癒しの音楽
- JAL  キッズサマーキャンペーン「夏の大冒険編」
- 日産自動車× 積水ハウス web ドラマ　「未来にまかせる君」劇伴音楽担当
- miness  「なくす、は選べる」
- Progrit 「TRUTH」本田圭佑編　web CM
- 日本郵政グループ　3色の鳥　「いつでもそばに、をもっと。篇」